# Baie de Campêche
Cet article possède un paronyme, voir Campeche.

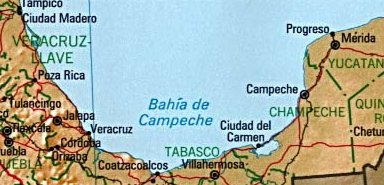

La baie de Campêche (en espagnol : Bahía de Campeche) est une large baie du sud du golfe du Mexique baignant la côte est du Mexique, qui forme le côté nord de l'isthme de Tehuantepec. Elle est entourée par les États de Campeche, Veracruz, et Tabasco. La superficie de la baie est de 16 000 km2 et sa profondeur maximale est d'environ 55 m. Elle a été ainsi nommée par Francisco Hernández de Córdoba et Antón de Alaminos durant leur expédition en 1517.

## Ressources pétrolières
Le complexe Cantarell, qui comprend cinq champs pétrolifères, s'y situe. En 2003, il était le deuxième champ pétrolifère le plus productif au monde, fournissant alors environ deux tiers de la production de pétrole brut du Mexique, mais il a connu un déclin brutal peu après.
Le 3 juin 1979, Ixtoc I, un puits de pétrole exploratoire situé dans la baie, a subi une explosion catastrophique, entraînant une des plus grandes marées noires de l'histoire.

## Climat
C'est parfois le point d'origine des ouragans, en particulier pendant les mois de juin et juillet.